# Rivière Saint-Jean (Minganie)
Der Rivière Saint-Jean ist ein Fluss in der Verwaltungsregion Côte-Nord der kanadischen Provinz Québec. 

## Flusslauf
Der Fluss hat seinen Ursprung auf dem Kanadischen Schild im Zentrum der Labrador-Halbinsel nahe der Grenze zu Neufundland und Labrador. Von dort fließt der 256 km lange Fluss in südlicher Richtung durch die regionale Grafschaftsgemeinde Minganie und mündet schließlich in den Sankt-Lorenz-Golf. Das Einzugsgebiet beträgt 5594 km², der mittlere Abfluss 128 m³/s. Östlich des Rivière Saint-Jean verläuft der Fluss Rivière Romaine, westlich der Rivière Magpie.
Die Mündung liegt gegenüber der Westspitze der Insel Anticosti.

## Flussfauna
Der Rivière Saint-Jean ist ein bedeutender Lachsfluss im Südosten von Kanada.
Elf Fischarten sind im Fluss bekannt, darunter der Atlantische Lachs, die anadrome Wanderform der Regenbogenforelle, sowie die nur im Süßwasser vorkommende Regenbogenforelle. Außerdem gehört zur Flussfauna der Saugkarpfen Catostomus catostomus, der Hecht, der Dreistachlige Stichling, der Amerikanische Aal, Microgadus tomcod (Atlantic tomcod) und die Quappe.